# Arthur Streeton
Sir Arthur Streeton (8 aprile 1867 – 1º settembre 1943) è stato un pittore australiano, membro della celebre Scuola di Heidelberg di artisti australiani, meglio noto per i suoi paesaggi rurali.

## Biografia

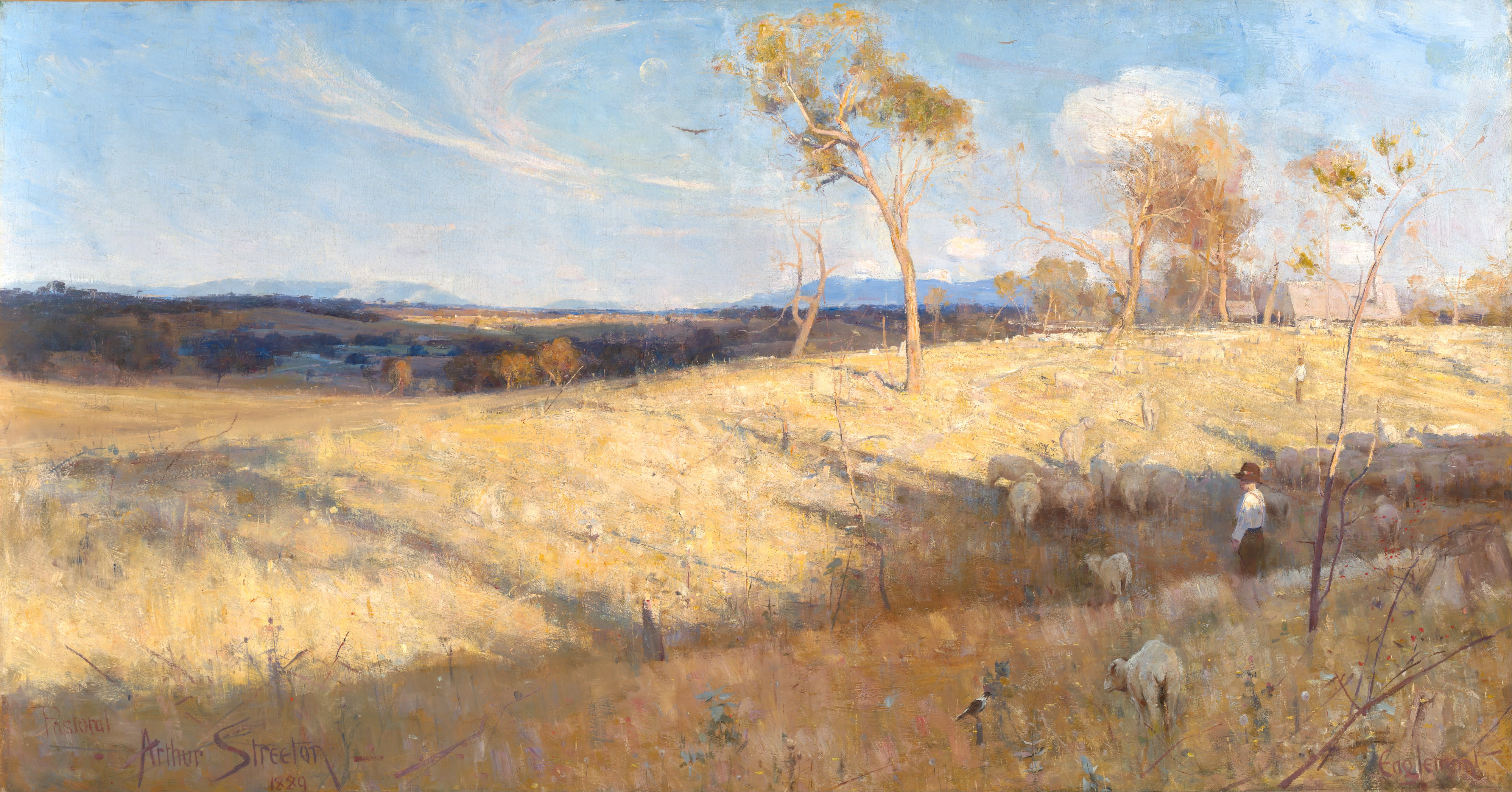
Golden Summer, Eaglemont di Arthur Streeton (1889) acquistato dalla Galleria nazionale dell'Australia per 3,5 milioni di dollari.

Streeton nacque a Mount Duneed, a sudovest di Geelong, nello stato australiano del Victoria e la sua famiglia si trasferì a Richmond nel 1874. Iniziò i suoi studi presso le National Gallery Schools nel 1882. Streeton fu influenzato dall'Impressionismo francese e dall'opera di Turner. Durante questo periodo iniziò la sua collaborazione con altri artisti come Frederick McCubbin e Tom Roberts — un gruppo che sarebbe divenuto in seguito il nucleo della Scuola di Heidelberg — iniziò inoltre a dipingere "en plein air" scene rurali della campagna attorno a Melbourne, inclusi il campo per artisti di Box Hill e Heidelberg. Nel 1885 Streeton presentò la sua prima esibizione alla Victorian Academy of Art. Trovò impiego come apprendista litografista presso Charles Troedel.
Nel 1888 Streeton si stabilì nella sua proprietà di Eaglemont vicino ad Heidelberg, che spartì con Tom Roberts, Charles Conder e Walter Whithers. Rimase a Eaglemont fino al 1890 e nel frattempo produsse molti dei suoi paesaggi più famosi. Uno dei più noti, Golden Summer, Eaglemont evidenzia all'aperto il contrasto tra luci ed ombre. Il punto focale dell'immagine è il colore giallo-oro del campo soleggiato. La figura dell'uomo con alcune pecore sembra consona al colore dei campi, se confrontiamo il quadro con i dipinti di Conder, dove la figura umana è più importante. Agli inizi del 1890 Streeton intraprese un certo numero di viaggi a Sydney e dipinse paesaggi nelle Blue Mountains e lungo il fiume di Hawkesbury.
Nel suo quadro della Yarra River Valley, Still glides the stream and shall forever glide (1890), Streeton dipinse un fiume tortuoso e un tipico paesaggio australiano giallo luminoso al centro della tela. Il dipinto fu il primo suo quadro raffigurante un paesaggio comprato da una grande galleria d'arte, la Galleria d'Arte del New South Wales.

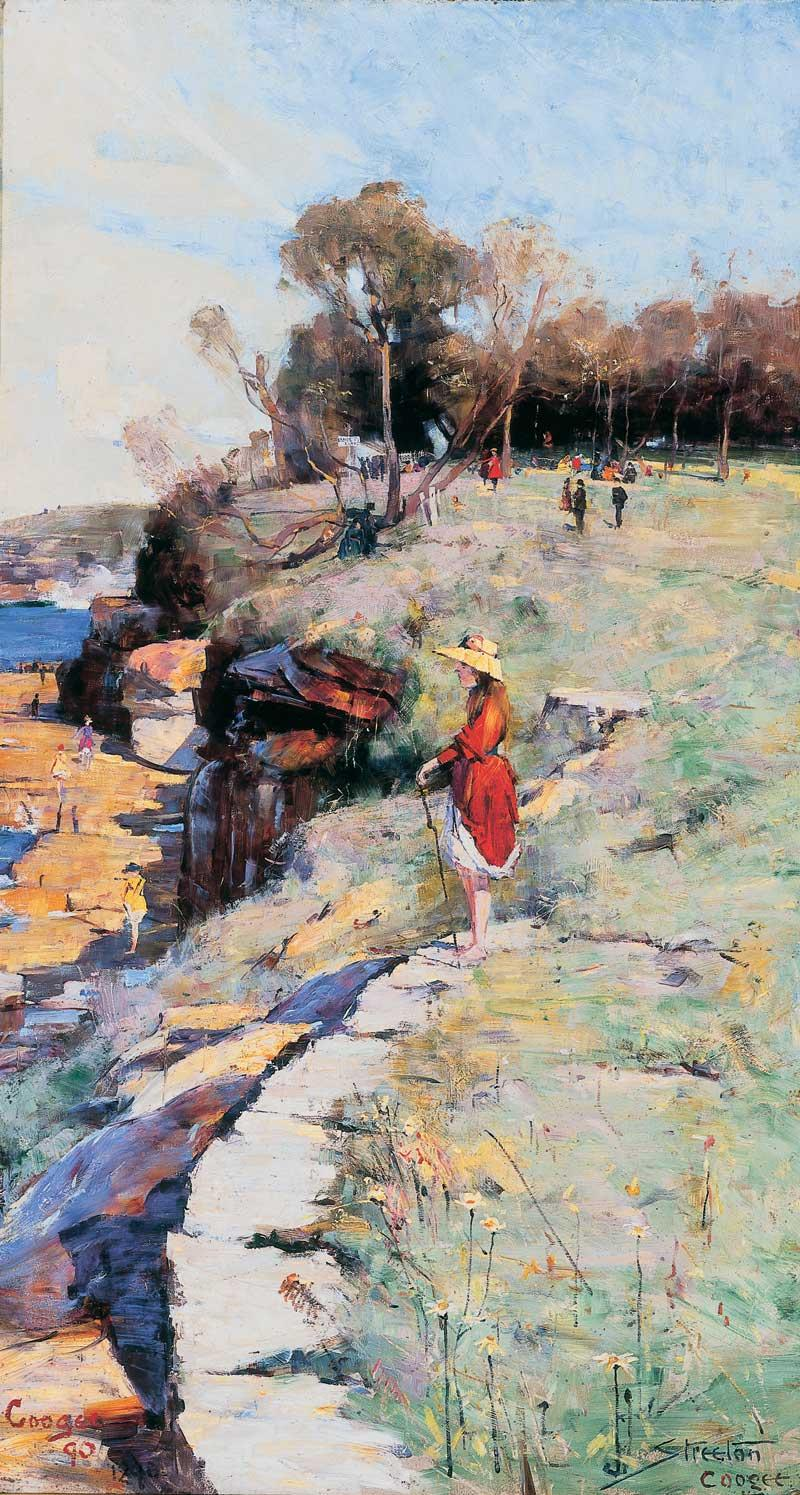
'Sunlight Sweet', Coogee di Arthur Streeton (1890).

Nel 1897 Streeton partì in nave per raggiungere Londra. Qui tenne una mostra alla Royal Academy nel 1900 e diventò un membro del Chelsea Arts Club nel 1903. Sebbene il pittore avesse riscontrato successo in Australia, in Inghilterra così non fu. I suoi viaggi a Londra, infatti, vennero sempre finanziati dalla vendita di quadri in Australia. La sua permanenza in Inghilterra, rinforzò però in lui un grande senso di patriottismo verso l'Impero Britannico. Ciò lo porterà a vedere con grande entusiasmo la guerra condotta dall'Inghilterra contro la Germania.
Streeton ritornò in Australia nel 1906 e completò alcune sue pitture sul Monte Macedon nel febbraio del 1907, prima del ritorno a Londra avvenuto ad ottobre. Streeton dipinse quadri a Venezia nel settembre del 1908, quadri che espose poi in Australia nel luglio del 1909 in una mostra chiamata: “Arthur Streeton's Venice”.
Il pittore ritornò in Australia nell'aprile del 1914 per esibire alcuni dei suoi quadri a Sydney e a Melbourne. Si trasferì in Inghilterra all'inizio del 1915 e, con altri membri del Chelsea Arts Club, compreso Tom Roberts, si unì al Corpo Medico dell'Esercito Reale (Esercito britannico) all'età di 48 anni. Lavorò al 3rd London General Hospital a Wandsworth e raggiunse il grado di caporale. Streeton fu profondamente turbato dalle situazioni con cui ebbe a che vedere nell'ospedale e quindi fu esonerato dall'incarico perché non in grado di svolgere l'attività medica.
Streeton fu artista di guerra durante la prima guerra mondiale, ma le sue opere non vennero apprezzate perché scarsamente rappresentative della guerra, piuttosto incentrate alla raffigurazione di paesaggi. Ciò nonostante, il suo quadro più famoso, Amiens, the key of the west è considerato una grande rappresentazione della guerra.
Il pittore ritornò in Australia nel 1919, dal 1929 al 1935 fu critico d'arte e morì nel settembre del 1943.

## Il messaggio d'amore nascosto

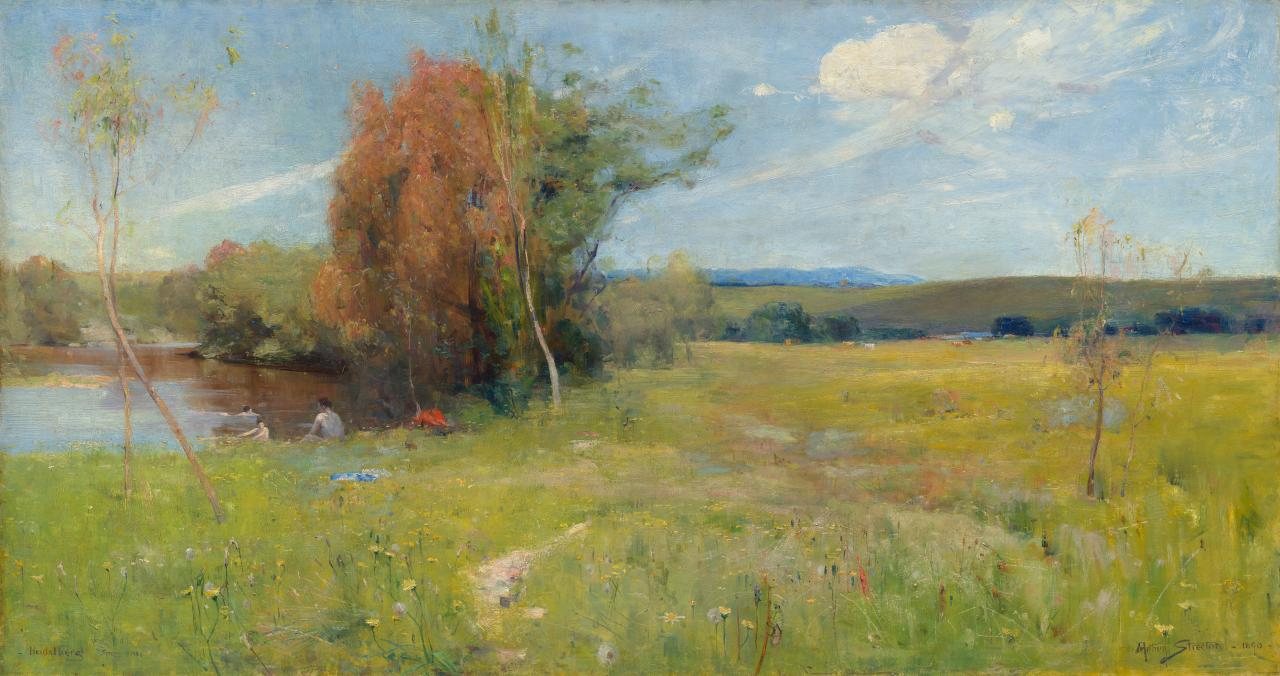
Primavera di Arthur Streeton (1890).

Un'analisi "ai raggi X" dell'opera Primavera (1890, olio su tela, 81.4 x 152.6 cm) ha portato alla luce un tenero messaggio dell'autore alla sua amata: "Florry Walker my sweetheart" inciso in modo quasi invisibile, insieme con un minuto nudo di lei di spalle; Streeton ricoprì il tutto con il colore degli olii per rendere il messaggio invisibile.